# Sebastián Salvadó Plandiura
Sebastián Salvadó Plandiura (Barcelona, 13 de noviembre de 1932-Ibidem, 15 de abril de 2019) fue un empresario y piloto de rally español. Presidente del Real Automóvil Club de Cataluña (RACC).

## Biografía
Licenciado en Derecho y Economía por la Universidad de Barcelona. Posteriormente realizó un MBA en el IESE Business School. Estuvo vinculado al mundo del motor desde muy joven, fue un piloto polivalente tanto en motociclismo como el automovilismo. Participó en competiciones desde 1951 y en 1957 ganó el Rally de Cataluña.
Entre 1985 y 2015 fue presidente del RACC. Durante su mandato, contribuyó a su transformación en una gran organización de servicios,  aumentando el número de socios desde los 85 000 hasta los 860 000.
En 1991 impulsó el Circuito de Cataluña que desde entonces mantiene un Gran Premio de Fórmula 1 y que se ha convertido en circuito de referencia para pruebas y ensayos. Destacó por su actividad técnica y pedagógica en favor de la seguridad vial a través de la Fundación RACC, creada en 1994, razón por la que fue galardonado con la Cruz de Sant Jordi en 2006.
En 2015 anunció en la asamblea de compromisarios del RACC que dejaba la presidencia de la entidad, cargo que pasaría a ocupar Josep Mateu, hasta ese momento vicepresidente y director general.

## Premios y reconocimientos
Premios y reconocimientos otorgados a Salvadó:
- 1992: Medalla de Turismo de la Generalidad de Cataluña.
- 2005: Medalla al Mérito de la Seguridad Vial del Ministerio del Interior.
- 2006: Cruz de Sant Jordi, otorgada por la Generalidad de Cataluña.
- 2007: Medalla de Oro al Mérito Cívico de la Ciudad de Barcelona.
- 2011: Medalla de la Policía Municipal de Madrid concedida por el Ayuntamiento de Madrid.